# 福爾格國家公園
福爾格國家公園（挪威語：Folgefonna nasjonalpark）是挪威的一個國家公園，面積545.2-平方（210.5-平方英里）。福爾格國家公園在2005年5月14日正式揭牌。福爾格國家公園有挪威第三大的冰蓋。